# Eriachne squarrosa
Eriachne squarrosa är en gräsart som beskrevs av Robert Brown. Eriachne squarrosa ingår i släktet Eriachne och familjen gräs. Inga underarter finns listade i Catalogue of Life.